# Méhoudin
Méhoudin település Franciaországban, Orne megyében. Lakosainak száma 121 fő (2022. január 1.). Méhoudin Madré, Saint-Julien-du-Terroux, Saint-Ouen-le-Brisoult, La Ferté Macé és Rives d'Andaine községekkel határos.

## Népesség
A település népességének változása:
| Lakosok száma | 121  | 129  | 123  | 120  | 119  | 121  | 120  | 121  |
|               | 2013 | 2015 | 2017 | 2018 | 2019 | 2020 | 2021 | 2022 |